# Siegfried Pachale
Siegfried Pachale (ur. 24 października 1949 w Elsterwerdzie) – niemiecki lekkoatleta, specjalizujący się w rzucie dyskiem, olimpijczyk. W czasie swojej kariery sportowej reprezentował Niemiecką Republikę Demokratyczną. 

## Kariera sportowa
Zajął 2. miejsce w rzucie dyskiem w finale pucharu Europy w 1973 w Edynburgu (wyprzedził go tylko Pentti Kahma z Finlandii).
Zajął 4. miejsce na mistrzostwach Europy w 1974 w Rzymie i 5. miejsce na igrzyskach olimpijskich w 1976 w Montrealu.
Był mistrzem NRD w rzucie dyskiem w 1973 oraz brązowym medalistą w 1972, 1974 i 1975.
13 lipca 1973 w Chociebużu ustanowił rekord NRD rzutem na odległość 66,18 m, który następnie poprawił na 66,38 m 12 września 1973 w Berlinie. Jego rekord życiowy w rzucie dyskiem wynosił 67,54 m, ustanowiony 29 maja 1976 w Karl-Marx-Stadt (rekordzistą NRD był wówczas Wolfgang Schmidt).

## Rodzina
Jego córki Hanka i Maja były znanymi siatkarkami.